# Giovanni Battista Contini

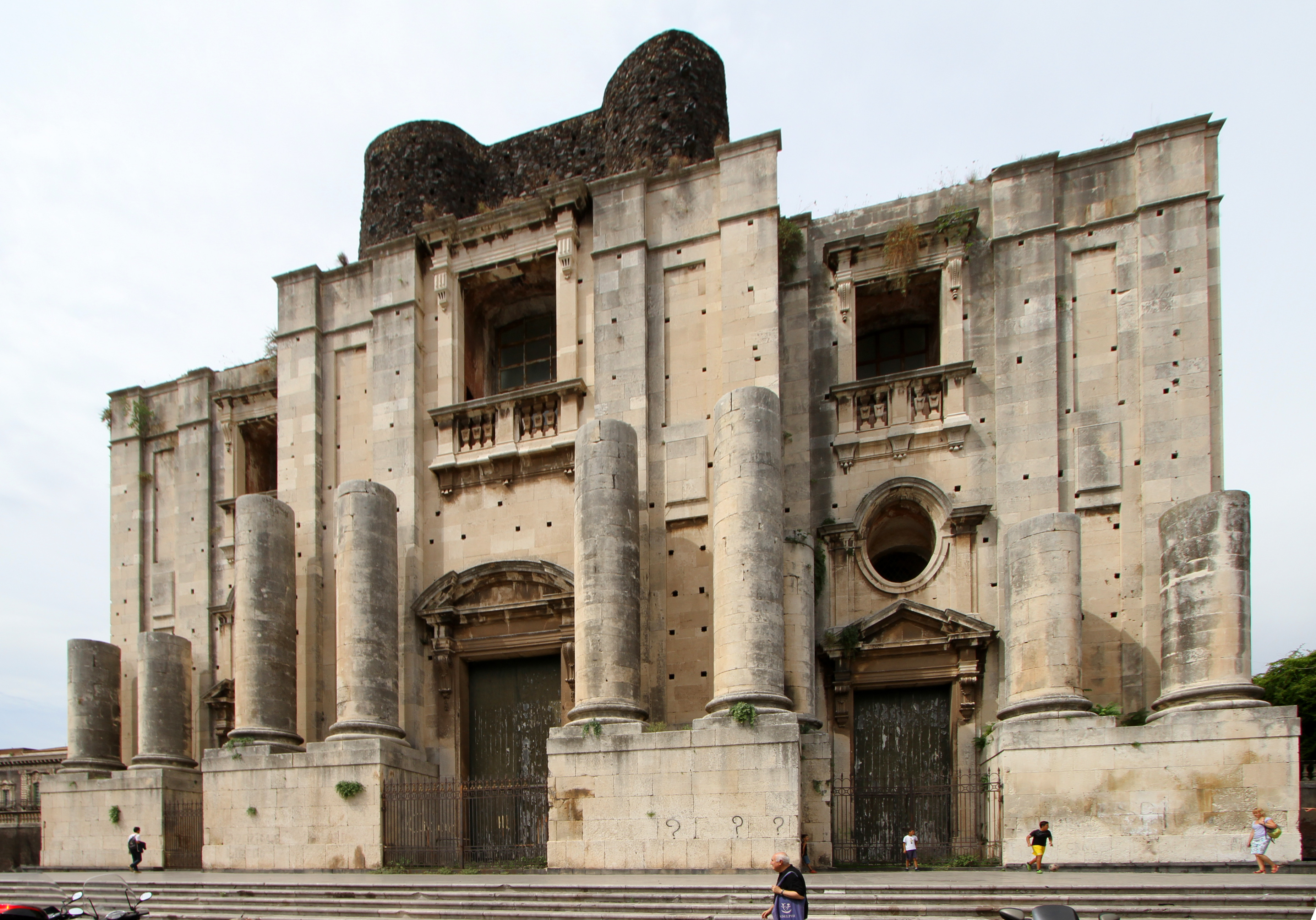
San Nicolò in Catania, unvollendete Fassade

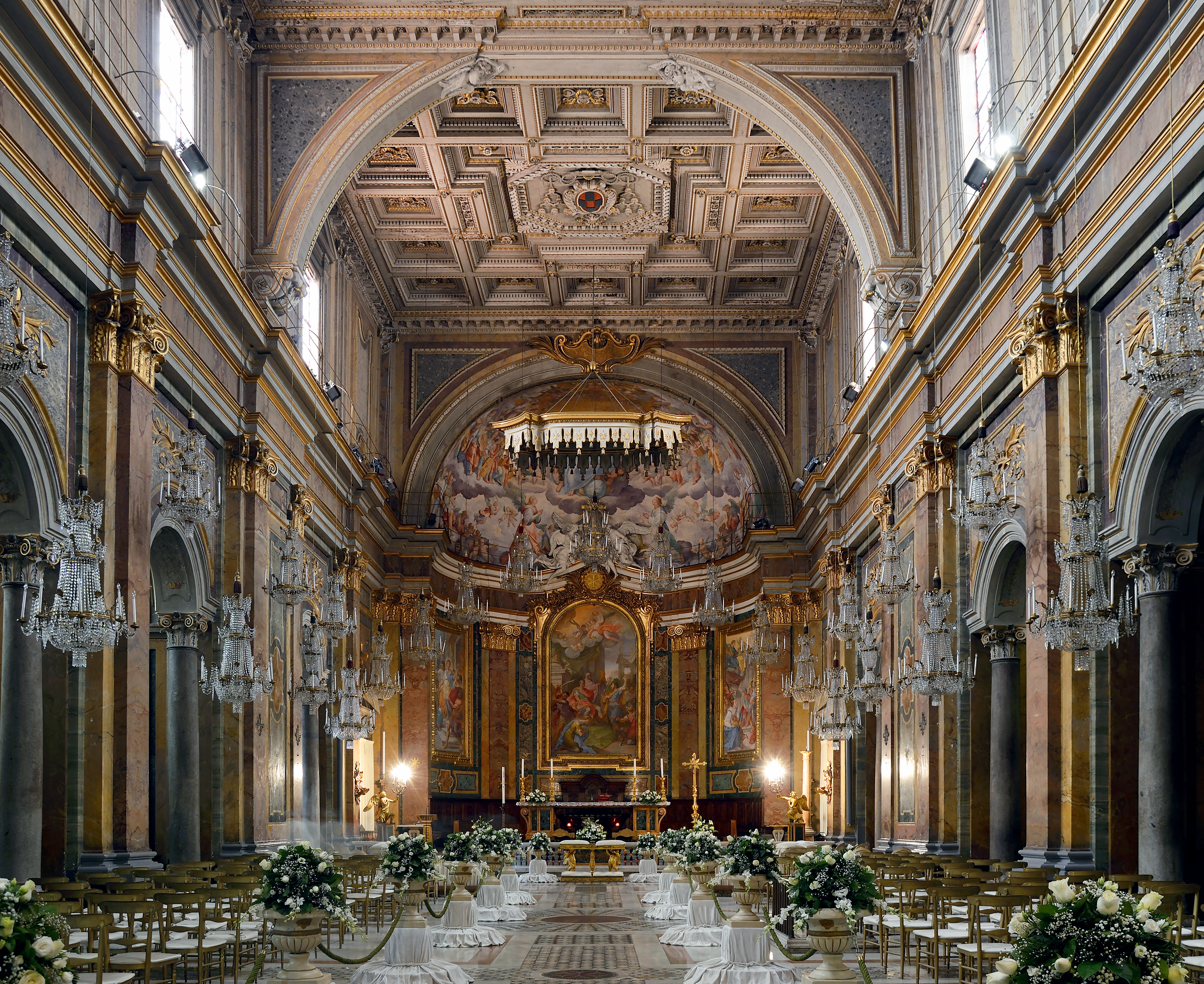
Rom, Santi Giovanni e Paolo. Innenansicht

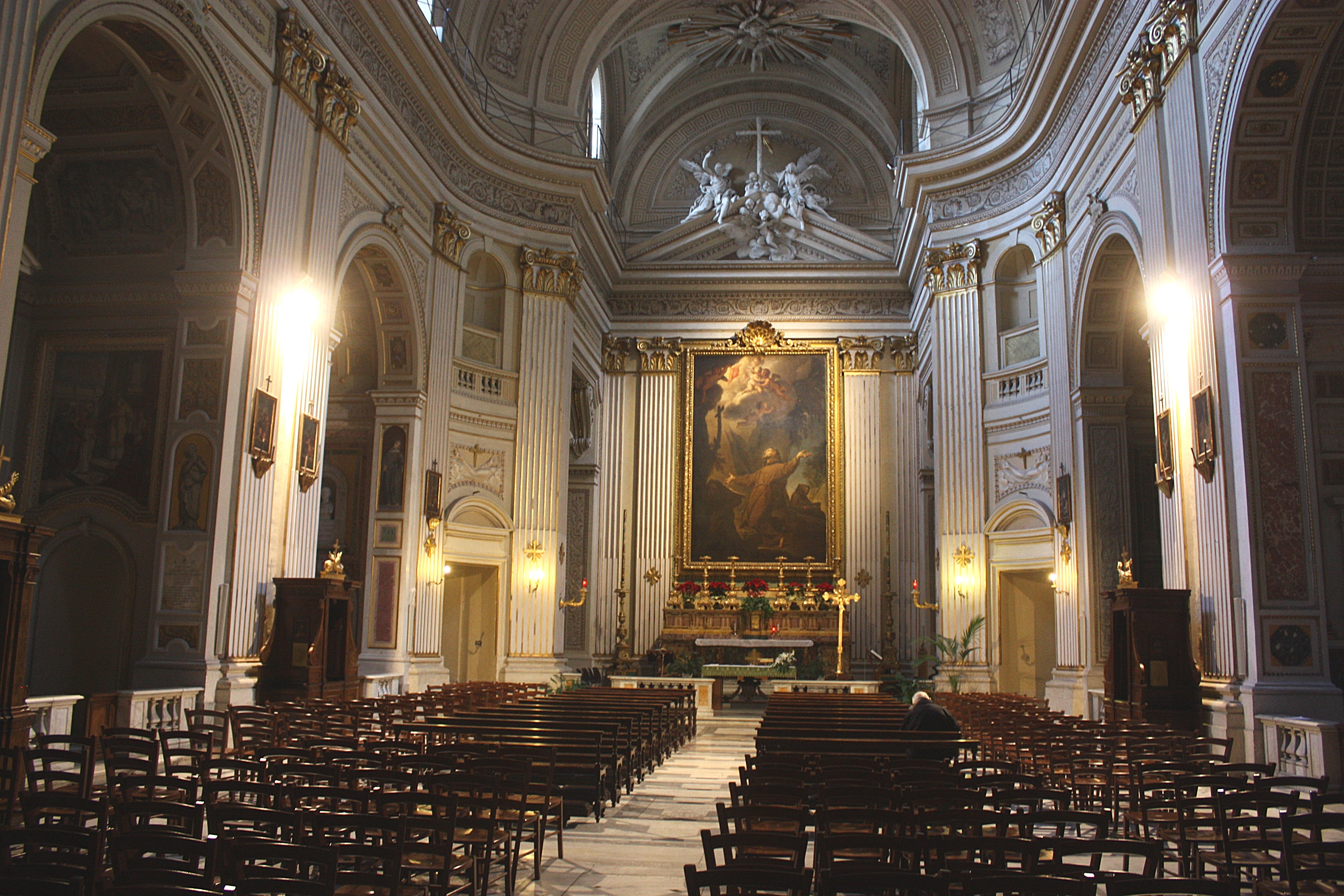
Rom, Santissime Stimmate di San Francesco, Innenansicht

Giovanni Battista Contini (* 7. Mai 1642 in Rom; † 16. Oktober 1723 ebenda) war ein italienischer Architekt des Barock.

## Leben
Contini war ein Schüler von Gianlorenzo Bernini und stand unter dem Einfluss von Francesco Borromini, den er als Architekt von Sant’Ivo alla Sapienza ablöste. Nach dem Tode Berninis wurde er 1683 Präsident der Accademia di San Luca.
Sein dem Sizilianischen Barock zugerechnetes Hauptwerk ist die 1686 begonnene Kirche San Nicolò l’Arena in Catania, deren Vorgängerbau beim Ausbruch des Ätnas 1669 stark beschädigt worden war. Die in der Fassade unvollendete Kirche war vom Petersdom in Rom bzw. von der Basilika Santa Giustina in Padua inspiriert. Continis Pläne sahen außerdem eine Vergrößerung des Konventsgebäudes auf das Vierfache vor.
Ein wichtiger Tätigkeitsbereich Continis in Rom war die Barockisierung und Innenausstattung frühchristlicher Kirchen. Dabei arbeitete er wiederholt mit Antonio Canevari zusammen, so in Sant’Eustachio in Rom, wo er Portikus und Kapellen hinzufügte. Auf Contini gehen die 1719 abgeschlossene Barockisierung und Innenausstattung der frühchristlichen Kirche Santi Giovanni e Paolo zurück.
1708 begannen die Bauarbeiten für den Neubau der Kirche Santissime Stimmate di San Francesco in Rom, die vor 1721 mit dem Fassadenbau abgeschlossen wurden. Der Bau wurde im Inneren von Contini entworfen, die Fassade wird Antonio Canevari zugeschrieben. Auch die Kirche Sant’Agostino in L’Aquila wurde 1710–1725 sowie Santa Maria della Presentazione in Vignanello 1723–1725 nach Plänen Continis errichtet.
Während seines Romaufenthalts 1722/23 arbeitete Johann Conrad Schlaun im Büro Continis, der damit einen wichtigen Einfluss auf die Vermittlung der Rezeption des römischen Barock ausübte.